# 米比戦争
米比戦争（べいひせんそう、英語: Philippine–American War）は、1899年2月から1902年7月にかけて、アメリカ合衆国とフィリピンの間で発生した戦争である。

## 背景

### 米西戦争
1896年8月以来カティプナンのフィリピン人たちは、スペインからの独立（フィリピン独立革命）のために戦ってきた。1898年5月1日に米西戦争の戦闘の1つであるマニラ湾海戦でスペイン軍が敗北した。アメリカはフィリピン独立運動の指導者エミリオ・アギナルドに、勝利の暁に独立させると約束して背後からスペイン軍を襲わせた。しかし、スペインの降伏後にアメリカは、フィリピン独立の約束を反故にして植民地にし、アギナルド率いる独立軍1万8千人の掃討を始めた。上院に報告された数字では、アメリカ軍は1902年までの4年間で20万人を殺害した。

### マロロス議会

初代フィリピン大統領エミリオ・アギナルド

1898年6月12日にカティプナンのフィリピン人たちは、エミリオ・アギナルドの下で独立を宣言した。6月23日から9月10日にかけて、フィリピン全土で選挙が実施され、軍民入り交じる不安定な地域それぞれの代表者を選出した。アギナルドは9月15日にマロロスのバラソアイン教会でマロロス議会を開催し、11月13日に閉会した。

### パリ条約
アメリカ合衆国はアギナルド将軍に協力したら独立させると約束し、マニラの戦い (1898年)（7月25日 - 8月13日）でフィリピンの独立を援助する名目でスペインを破ったにもかかわらず、12月10日のパリ条約において、アメリカ合衆国は2,000万ドルでフィリピンを購入した。

### 戦争への反対

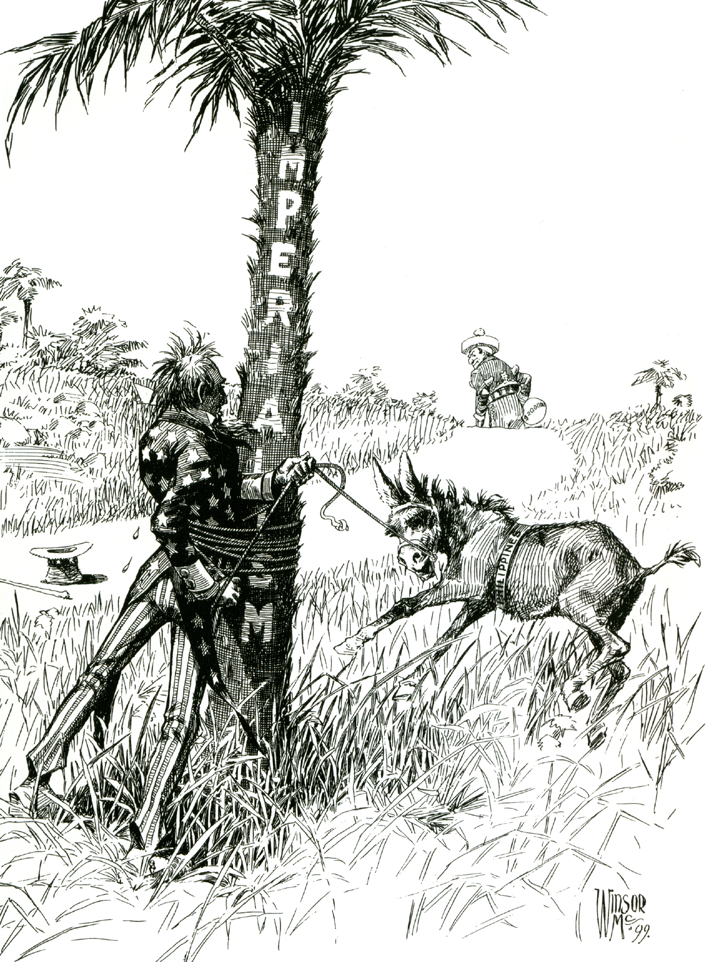
米比戦争の風刺画

マーク・トウェインやアンドリュー・カーネギー、さらにはグロバー・クリーブランド元大統領に代表されるアメリカ反帝国主義連盟は、マッキンリー政権によるフィリピンの併合に強く反対した。戦争に対する反対意見の主な理由は、単にスペインからアメリカ合衆国にフィリピンの支配国が移り変わっただけであり、米西戦争の目的に反しているというものであった。
また、反帝国主義をとるアメリカ人の中でもベンジャミン・ティルマン上院議員は、フィリピン併合はフィリピン人移民の国内流入を招くことを恐れていた。アメリカ政府内で非白人の発言権が増大する懸念を指摘する者もいた。

### フィリピン第一共和国の建国
アメリカ合衆国は、フィリピン側にとって同盟者ではなく支配者になったと見られたため、フィリピン兵とアメリカ兵の関係は極度に緊迫したものであった。
1899年1月1日にアギナルドが初代大統領に就任した。1899年1月21日、フィリピン第一共和国が建国される。
植民地化を開始したアメリカ軍では、1898年から1902年の間にフィリピンで戦闘を指揮した将軍30人のうち26人は、インディアン戦争においてジェノサイドに手を染めた者であった。反乱を鎮圧するために行われた虐殺や虐待が報じられるようになると、戦争への賛成意見は減少した。

## 戦争の経過

### 戦争の始まり

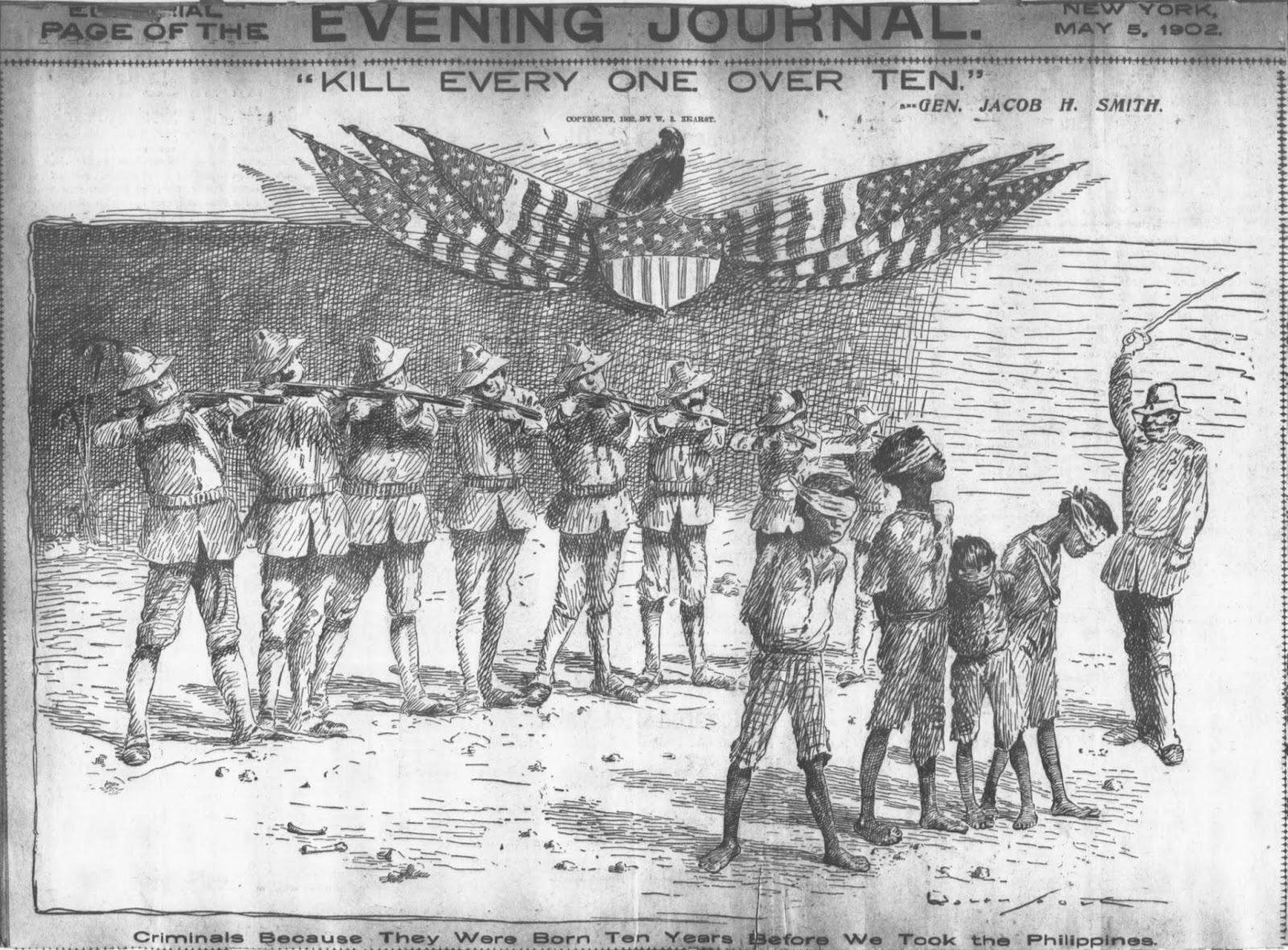
ニューヨークジャーナルの風刺画。フィリピン人を銃殺しようとするアメリカ兵の背後には「10歳以上の者は皆殺し」と書かれている。

1899年2月4日、サン・フアン・デル・モンテの橋でアメリカ支配側に立ち入ったとされるフィリピン兵が射殺された。近年フィリピンが行った調査では、事件の現場は、現在のマニラ市内のソシエゴ通りであったとしている。当時のアメリカ合衆国大統領、ウィリアム・マッキンリーは、この事件はフィリピン側によるマニラ市内への攻撃であったと新聞に語り、責任をフィリピン側に求めた。
マッキンリー政権は、アギナルド率いる政府を犯罪者集団と呼んだため、議会を通じた正式な開戦通告は行われなかった。主な理由として2つ挙げられる。
- 1つ目は、フィリピン側を国と認知しないことで、国家間の戦争ではなく、政府に対する反乱であるとするためであった。しかし、この時点でアメリカ側が支配していたのはマニラのみであった。
- もう1つは、米西戦争により逼迫していた財政を念頭に、アメリカ兵の戦争手当てを最小限にするため、戦争ではなく警察活動であると宣言したのであった。

1899年2月末までにアメリカ軍はなんとかマニラを手中に収め、フィリピン軍は北部へ退去せざるを得なかった。4月にアメリカ軍はクィングァの戦い（現ブラカン州プラリデル）を制圧し、6月のフィリピン政府内の敵対派によるアントニオ・ルナ将軍の暗殺によって、フィリピンの通常軍は弱体化した。アメリカ軍の勝利はその後もザポテ橋の戦い（1899年6月13日）で続いた。

### アメリカ軍の増派
アメリカ合衆国からは8月14日に1万1000人の地上部隊がフィリピンを占領するために送られた。この時、フィリピン駐留アメリカ軍司令官となり、実質的なフィリピンの植民地総督となったのが、アーサー・マッカーサー・ジュニアである。（彼の三男がダグラス・マッカーサーである）
アメリカ軍はリンガエン湾でサン・ハシントの戦い（1899年11月11日）に勝利し、マッカーサーの本隊と合流した。
黒人兵のなかに「なぜ白人のためにニガーがニガーを殺すのか」という疑問が広まり、1899年11月にはデビッド・ファーゲンら9人が脱走し、アギナルド軍に加わった。ファーゲンは現地兵をよく統率してアメリカ軍に痛撃を与え、その功で現地軍の大尉に昇進してフィリピン人の妻も得た。
1899年12月2日のティラード峠の戦いで、グレゴリオ・デル・ピラール准将はアギナルドを逃がすために戦闘を遅らせたが、ピラール本人は最後の攻撃で殺害された。

### ゲリラ戦
アントニオ・ルナ将軍とグレゴリオ・デル・ピラール准将という優秀な将軍2人を失ったため、フィリピン軍は通常戦を戦う能力を急激に失っていった。フィリピン軍が山に逃げ込むとマッカーサーは彼らを非正規軍と宣言し、彼らとその協力者を逮捕拷問、殺害した。ミゲル・マルバールの指揮の下、戦況はゲリラ戦の様相を見せたが、アメリカ軍の勝利はその後も、
プラン・ルパの戦い（1900年9月13日）、
マビタックの戦い（1900年9月17日）
と続いた。

### ボホール島
1901年3月5日にボホール島でロノイの戦いが発生した。

### サマール島・レイテ島・バタンガスの戦い
1900年4月15日にサマール島北部のカトゥビグでアメリカ軍部隊をフィリピン人ゲリラが急襲、町を4日間に渡り占拠し（カトゥビグの戦い）、これに対しアメリカ軍部隊も増援が来るまで粘った。
1901年9月6日、マッキンリー大統領暗殺事件が発生。
1901年9月28日、サマール島でバランギガの虐殺が発生。小さな村でパトロール中の米軍二個小隊が待ち伏せされ、半数の38人が殺された。アーサー・マッカーサーは報復にサマール島とレイテ島の島民の皆殺しを命じた。少なくとも10万人は殺されたと推定されている。またマッカーサーはアギナルド軍兵士の出身者が多いマニラ南部のバタンガスの掃討を命じ、家も畑も家畜も焼き払い、餓死する者多数と報告された。

### 公式の戦争終結
1902年7月1日、フィリピン組織法が承認された。
1902年7月2日、陸軍長官が電報を打電。同年7月4日、セオドア・ルーズベルトが公式声明を発表。アメリカはフィリピン人による傀儡政権をつくり、日本の脅威に対処するためにクラークフィールドに極東最大の空軍基地を置き、フィリピン人12万人に軍事訓練を施した。

## 公式の戦争終結後の戦闘
さらに次の10年では、アメリカ軍はフィリピン軍に対抗するため、126,000人にも及ぶ大規模な軍事力を必要とした。アメリカ軍はさらに、パンパンガ州マカベベのフィリピン人を雇い入れることも行った。

### モロの反乱
1899年2月から1913年6月にかけて、モロ州（スールー王国、マギンダナオ王国、ラナオ王国、サンボアンガ共和国）のモロ族への残党狩りが長期間に渡って行われた。
- 1903年4月4日、タラカの戦い（英語版）
- 1903年10月、ハッサンの蜂起（英語版）
- 1904年12月12日、プラハネス（英語版）とのドローレス川の戦い（英語版）
- 1906年3月5日、第一次ブッダージョの戦い（英語版）
- 1911年12月1日、第二次ブッダージョの戦い（英語版）
- 1913年6月、バグサク山の戦い（英語版）
- 1915年3月、スールー王国のジャマルル・キラム2世とカーペンター＝キラム協定（Carpenter-Kiram Agreement）を締結し、アメリカ合衆国の主権がフィリピン全土で確定した。

## 犠牲者数
フィリピン側の民間人の犠牲者数は20万人から150万人といわれる。

## 結果とその後
1946年7月にマニラ条約が締結され、当初アメリカにより保証されていたフィリピンの独立も漸く果たされることとなる。フィリピン人は一般的にアメリカに友好的であるが、こうした経緯からアメリカに否定的な感情もまたある。
フィリピン側が奇襲の合図に用いていた鐘（バランギガの鐘）は米比戦争の後、アメリカが戦利品として本国に持ち帰っていたが、2018年12月にフィリピン中部・サマール島にあるバランギガの教会に返還され、式典が開催された。

## 脚註
1. 1 2  “Historian Paul Kramer revisits the Philippine-American War”, The JHU Gazette (Johns Hopkins University) 35 (29), (April 10, 2006) 2008年3月18日閲覧。
2. ↑  Chambers & Anderson 1999
3. 1 2 3  Guillermo, Emil (February 8, 2004). “A first taste of empire”. Milwaukee Journal Sentinel:  03J.(author unknown) (November 1, 2003). “Kipling, the 'White Man's Burden,' and U.S. Imperialism”. Monthly Review 55:  1.
4. 1 2  Smallman-Raynor 1998
5. 1 2  Burdeos 2008, p. 14
6. ↑  “Milestones: 1899–1913 - Office of the Historian”. history.state.gov. 2021年6月6日閲覧。
7. ↑  米戦利品117年ぶり故郷に戻る 共同通信、2016年12月15日